# Zakspeed 891
La Zakspeed 891 è una monoposto di Formula 1, costruita dalla scuderia tedesca Zakspeed per partecipare al Campionato mondiale di Formula Uno del 1989. 

## Descrizione

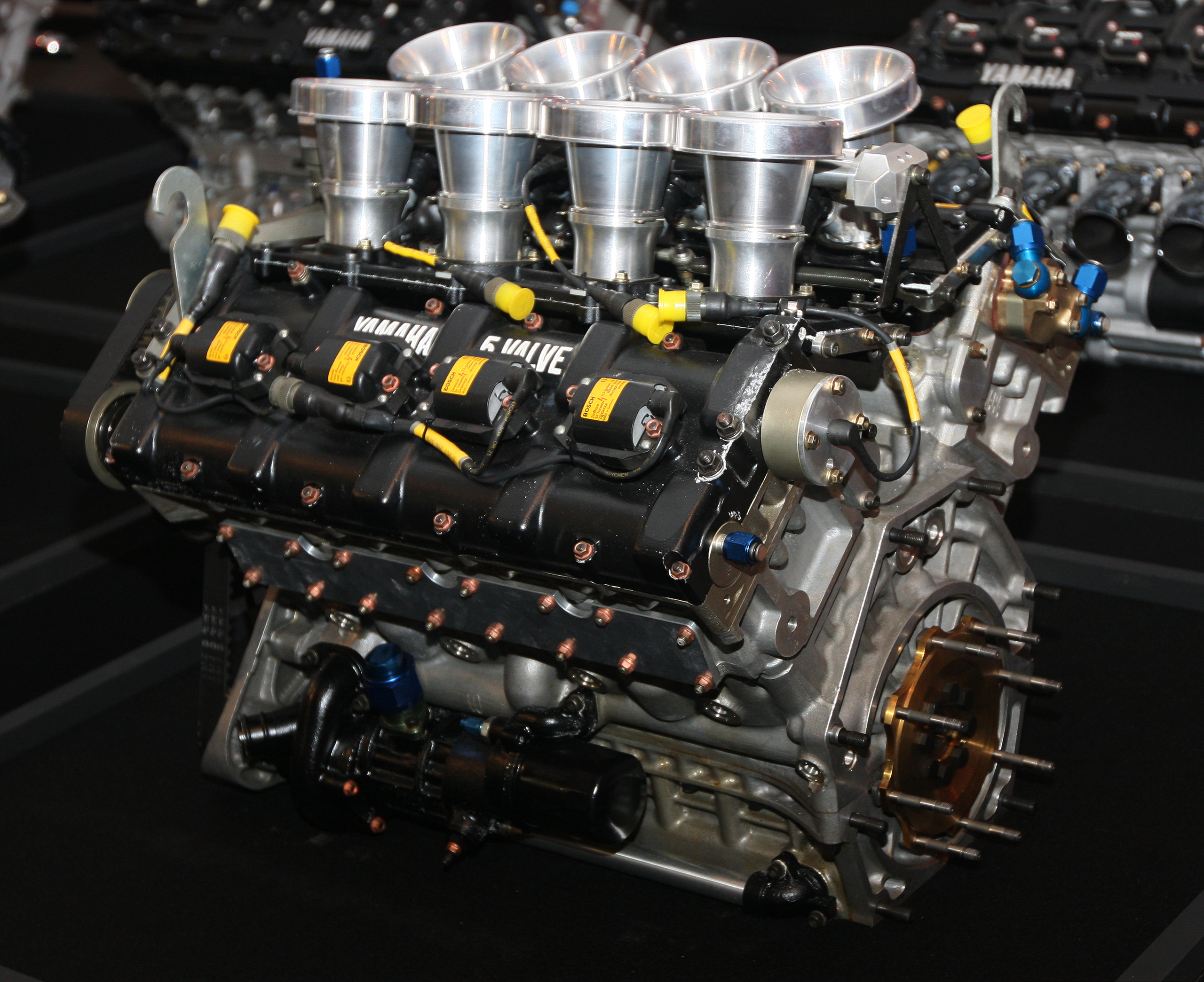
Motore Yamaha OX88 1989

I piloti alla guida erano il tedesco Bernd Schneider, al suo secondo anno con la squadra, e il debuttante nipponico Aguri Suzuki. La vettura era equipaggiata con un motore Yamaha OX88, inedito per l'epoca, con architettura V8 ad uso esclusivo della Zakspeed in Formula Uno.
L'891 è stata l'ultima vettura di Formula 1 ad essere prodotta dalla Zakspeed. Alla fine dell'anno la Yamaha abbandonò la Formula 1, facendovi ritorno solo nel 1991 per equipaggiare la Brabham.